# Parc des Sports d'Annecy
Pour les articles homonymes, voir Parc des Sports.
Le Parc des Sports est un complexe sportif situé sur la commune d'Annecy, en Haute-Savoie. L'infrastructure principale du complexe est le terrain d'honneur du stade, surnommé « La Cuvette ». Inauguré en 1964, il est principalement utilisé pour la pratique de l'athlétisme, du football et du rugby.
Au sens large, le Parc des Sports inclut également les terrains annexes et autres bâtiments à proximité du terrain d'honneur, où sont pratiqués notamment : la boxe, le judo, la lutte, la musculation, la spéléologie, les jeux de boules (Boulodrome municipal), le tennis (Hall de tennis), le handball (salle Jean Chatenoud).
Le terrain d'honneur de football accueille le Football Club d'Annecy, qui évolue dans le Championnat de France de football de Ligue 2 depuis la saison 2022-2023, et, de 2010 à 2016, l'Évian Thonon Gaillard FC qui y dispute quatre saisons de Ligue 1 et deux saisons de Ligue 2.

## Histoire
La construction du Parc des Sports débute en 1958 après de nombreuses mises en suspens du projet, lancé initialement dans les années 1930.
L'inauguration a lieu le samedi 18 juillet 1964 avec une compétition d'athlétisme entre l'Italie et la France. Cette réunion se conclut par une victoire de la France sur l'Italie, un record d'Europe au 4 × 100 mètres et deux autres records de France.
Le stade accueille alors les matchs à domicile du FC Annecy et occasionnellement des matchs de Coupe de France sur terrain neutre. En 1967, lors des 16es de finale de la coupe, un derby entre l'Olympique lyonnais et l'AS Saint-Étienne y est notamment disputé devant 14 692 spectateurs.
Les tribunes latérales du stade sont classées « Patrimoine du XXe siècle » depuis le 10 mai 2003.
En 2010, le club d'Évian Thonon Gaillard monte en Ligue 2 et est contraint de quitter son stade Joseph-Moynat, non homologué pour les championnats professionnels. Le club espère longtemps s'installer au stade de Genève mais après le refus de l'UEFA, l'ETG s'installe au Parc des Sports. L'enceinte de 12 243 places subit alors des travaux de rénovation qui permettent à l'ETG de disputer son premier match à domicile contre Vannes le 13 août 2010.
Dès sa première saison en Ligue 2, Évian est champion et monte en Ligue 1. Cette montée conduit le stade annécien à subir un nouveau lifting : des sièges rouge et blanc sont installés et une tribune modulaire de 2 000 places voit le jour dans le prolongement du virage sud. Grâce à une capacité portée à 15 660 places assises, le Parc des Sports bat son record d'affluence lors de la rencontre de Ligue 1 entre l'ETG et le Paris Saint-Germain en 2011 avec 15 162 spectateurs. À la suite de la liquidation judiciaire de l'Évian Thonon Gaillard en 2016, la tribune modulaire est vendue et démontée.
Le stade se faisant de plus en plus vétuste au fil des années pouvant remettre en cause son homologation pour la pratique des matchs de FC Annecy en Ligue2, des importants travaux de rénovation (pelouse, éclairage, piste d'athlétisme...) sont engagés durant l'été 2025.

## Événements

### Athlétisme
Le stade a accueilli les Championnats de France d'athlétisme en 1987, 1993 et 1994.
Sur le plan international, il a été le théâtre des Championnats du monde junior d'athlétisme 1998, de la Coupe d'Europe des nations d'athlétisme 2002 de 2008, ainsi que du DécaNation 2010.

### Football

#### Coupe de France
Le tableau suivant indique les matchs de la Coupe de France disputés au Parc des Sports d'Annecy en phase finale (hors FC Annecy et Évian Thonon Gaillard).
| Date            | Tour            | Équipe 1                     | Résultat         | Équipe 2              | Affluence |
| --------------- | --------------- | ---------------------------- | ---------------- | --------------------- | --------- |
| 13 février 1966 | 16e de finale   | Red Star OA                  | 4 - 2            | Olympique avignonnais | 3 594     |
| 12 février 1967 | 16e de finale   | Olympique lyonnais           | 2 - 0            | AS Saint-Étienne      | 14 692    |
| 12 janvier 1969 | 32e de finale   | AS Saint-Étienne             | 3 - 0            | UO Albertville        | 7 014     |
| 23 janvier 1972 | 32e de finale   | Olympique avignonnais        | 2 - 1            | FC Gueugnon           | 1 311     |
| 3 février 1974  | 32e de finale   | Olympique d'Alès-en-Cévennes | 4 - 2            | US Tavaux-Damparis    | 867       |
| 29 janvier 1978 | 32e de finale   | FC Martigues                 | 2 - 0            | CS Thonon-les-Bains   | 3 185     |
| 11 février 1979 | 32e de finale   | CS Thonon-les-Bains          | 2 - 1            | AS Béziers            | 6 836     |
| 10 février 1980 | 32e de finale   | Olympique avignonnais        | 1 - 1ap (6-5tab) | NO Grenoble           | 2 021     |
| 13 février 1983 | 32e de finale   | RC Strasbourg                | 2 - 0            | CS Thonon-les-Bains   | 5 965     |
| 15 janvier 1995 | 32e de finale   | US Cluses-Scionzier          | 1 - 2            | FC Nantes Atlantique  | 11 000    |
| 20 avril 2021   | Quart de finale | GF Albanais                  | 2 - 0            | Toulouse FC           | Huis clos |
| 13 mai 2021     | Demi-finale     | GF Albanais                  | 1 - 5            | AS Monaco             | Huis clos |

#### Matchs internationaux
| Date        | Compétition  | Équipe 1        | Résultat | Équipe 2            | Affluence |
| ----------- | ------------ | --------------- | -------- | ------------------- | --------- |
| 16 mai 1965 | Match amical | France amateurs | 1 - 0    | Angleterre amateurs | 5 537     |

## Accès
Le stade est desservi par la Société intercommunale des bus de la région annécienne (SIBRA) via l'arrêt « Parc des Sports » à proximité.

## Galerie

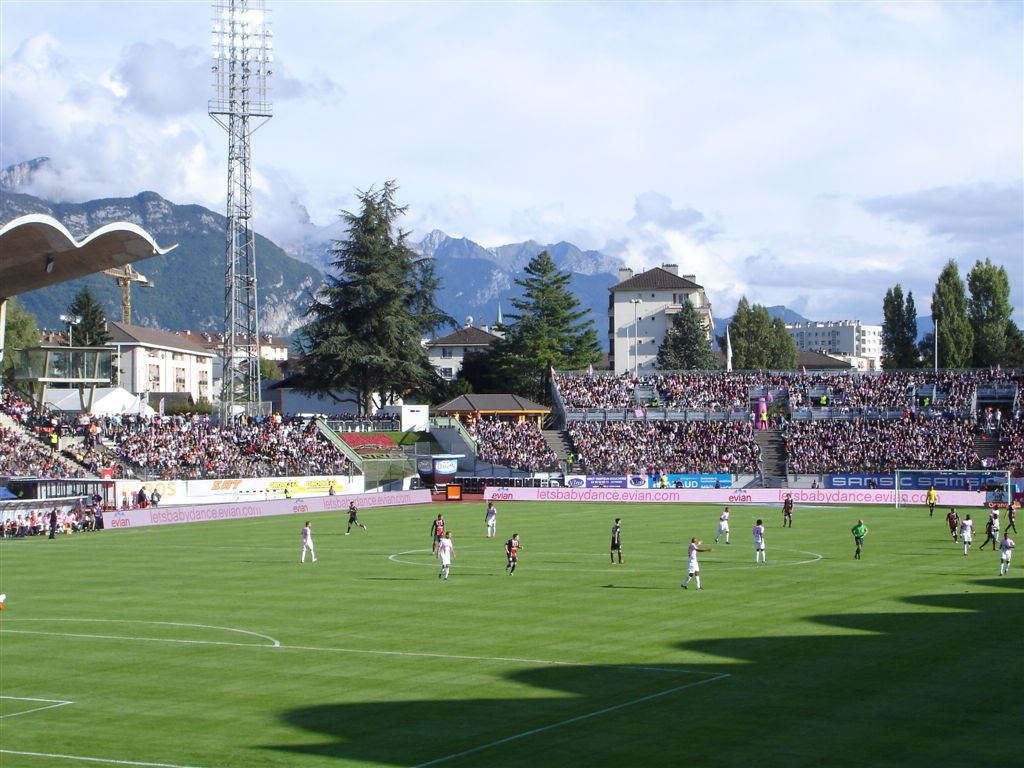
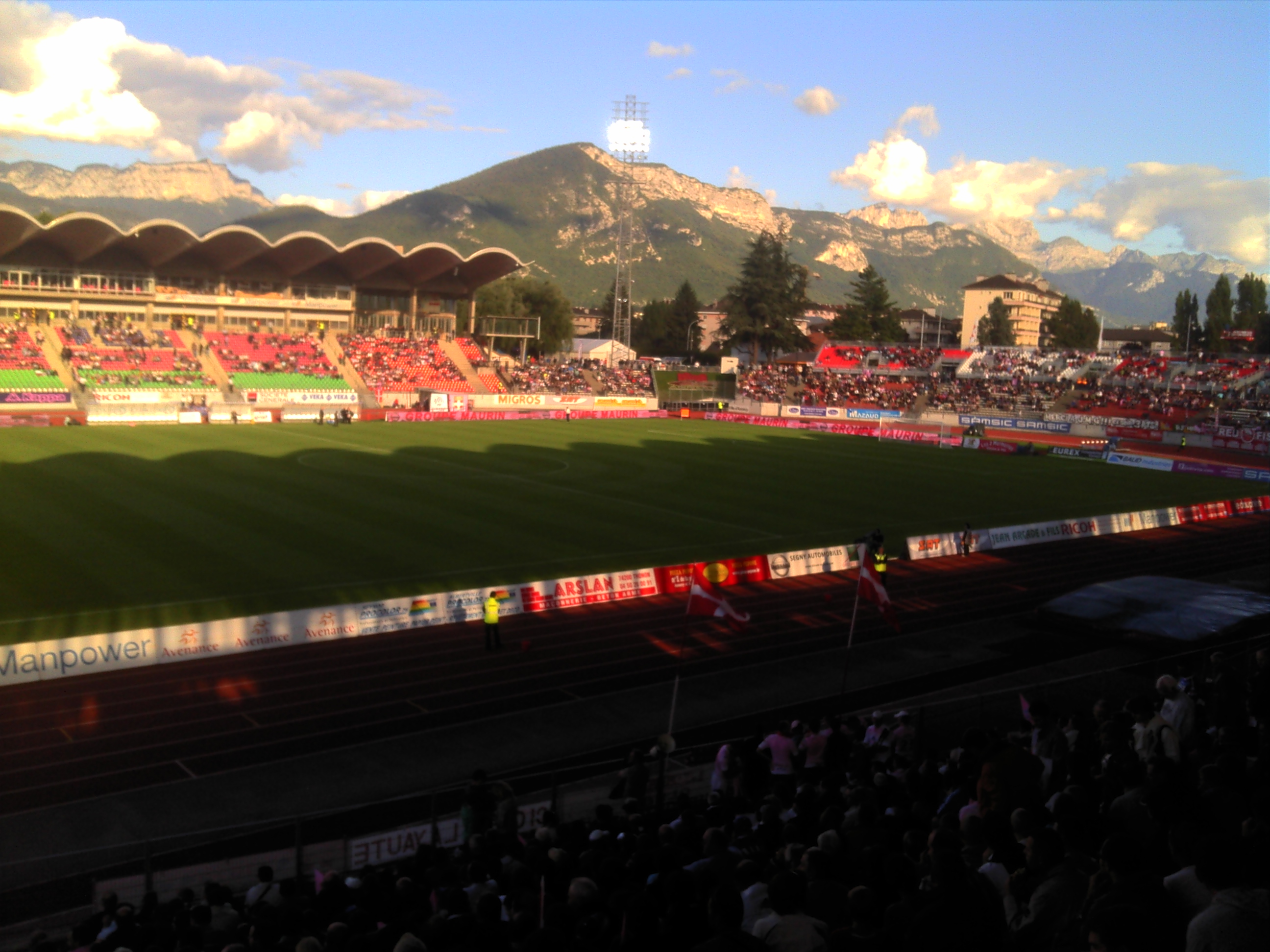
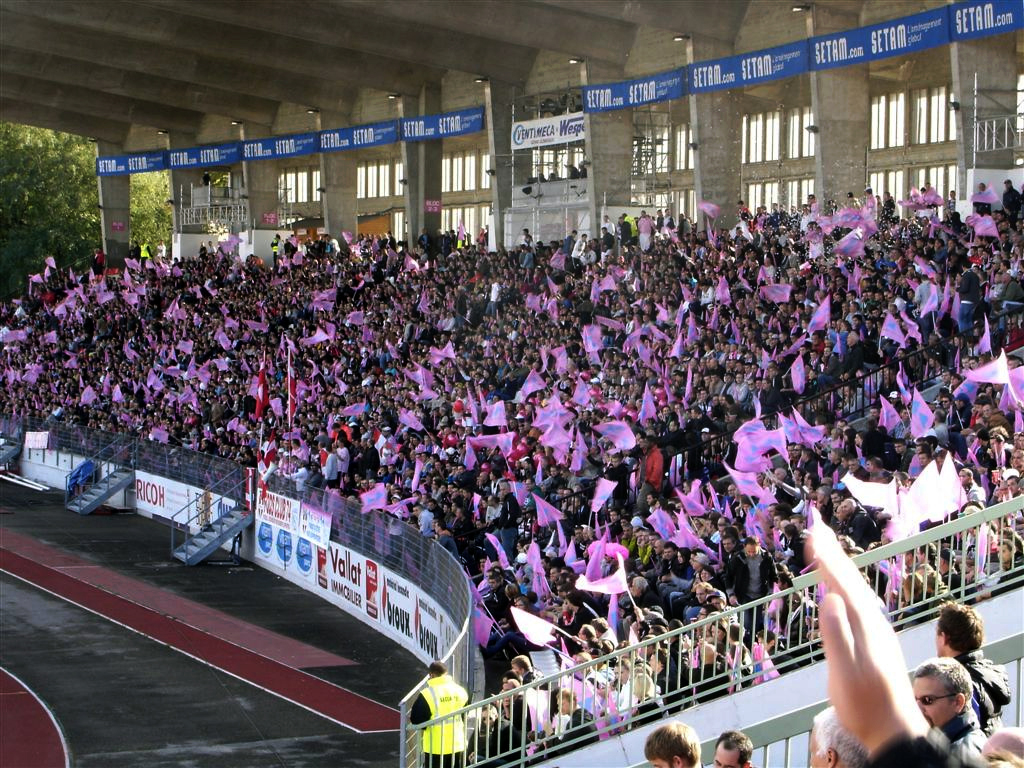
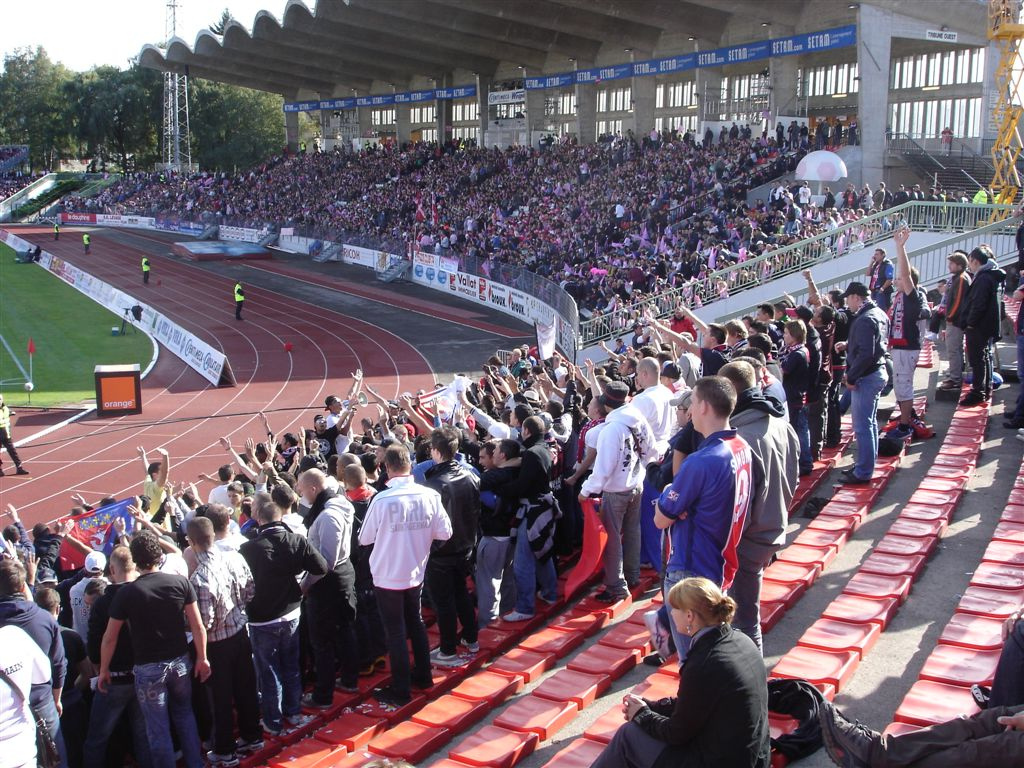
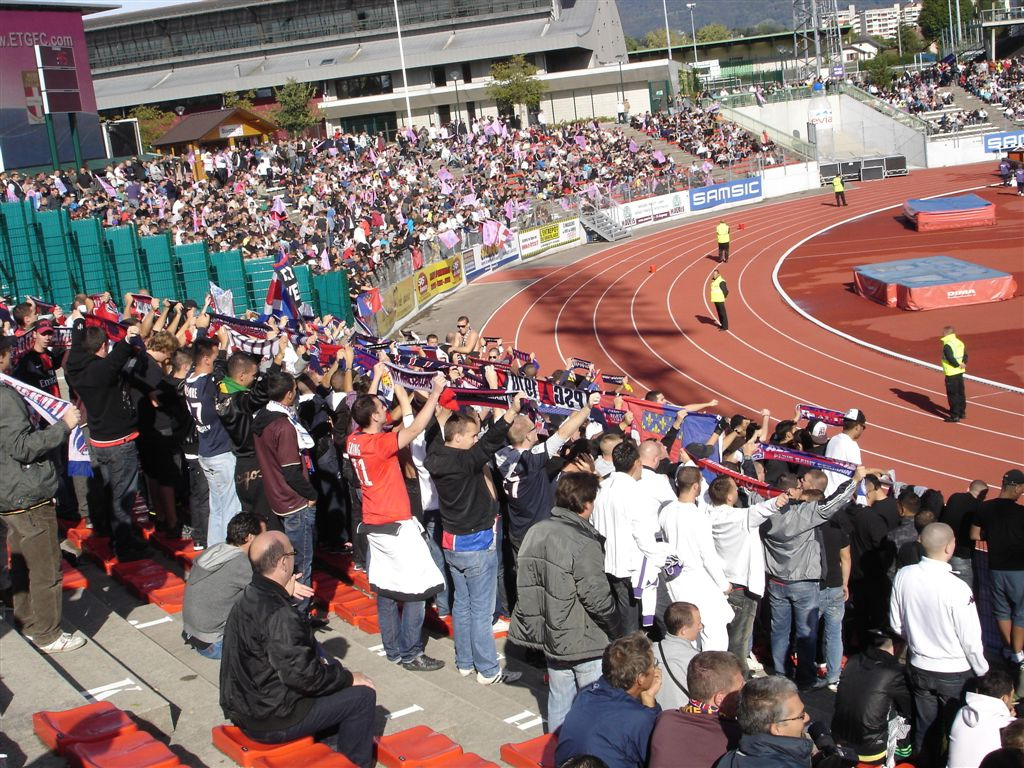
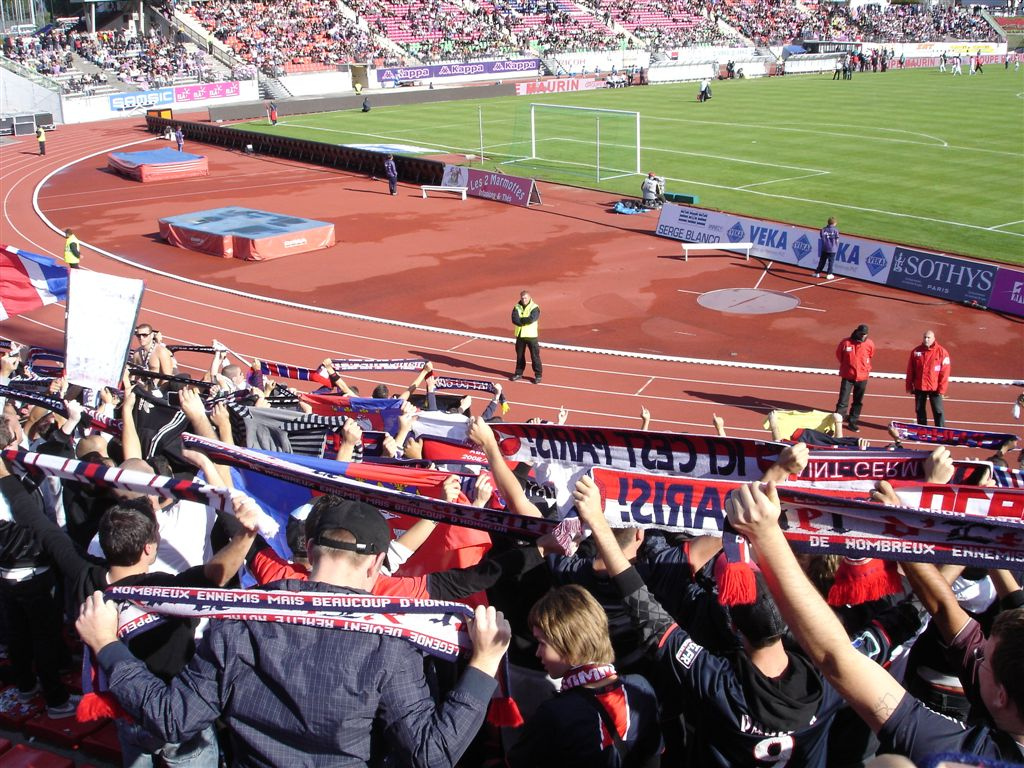
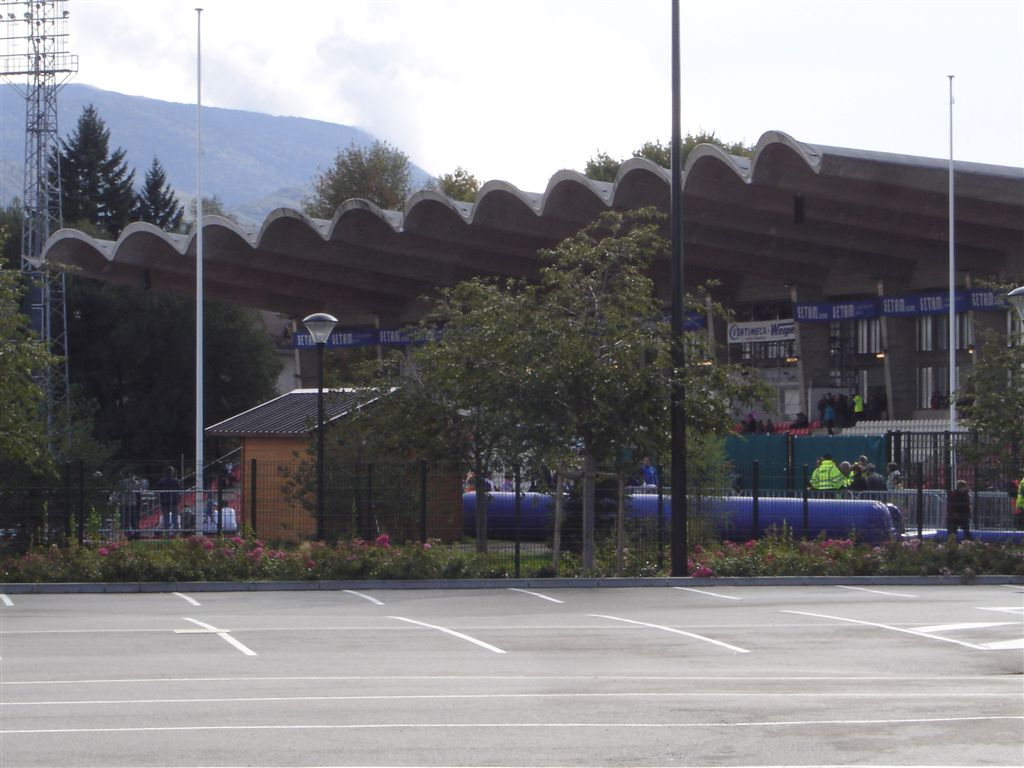
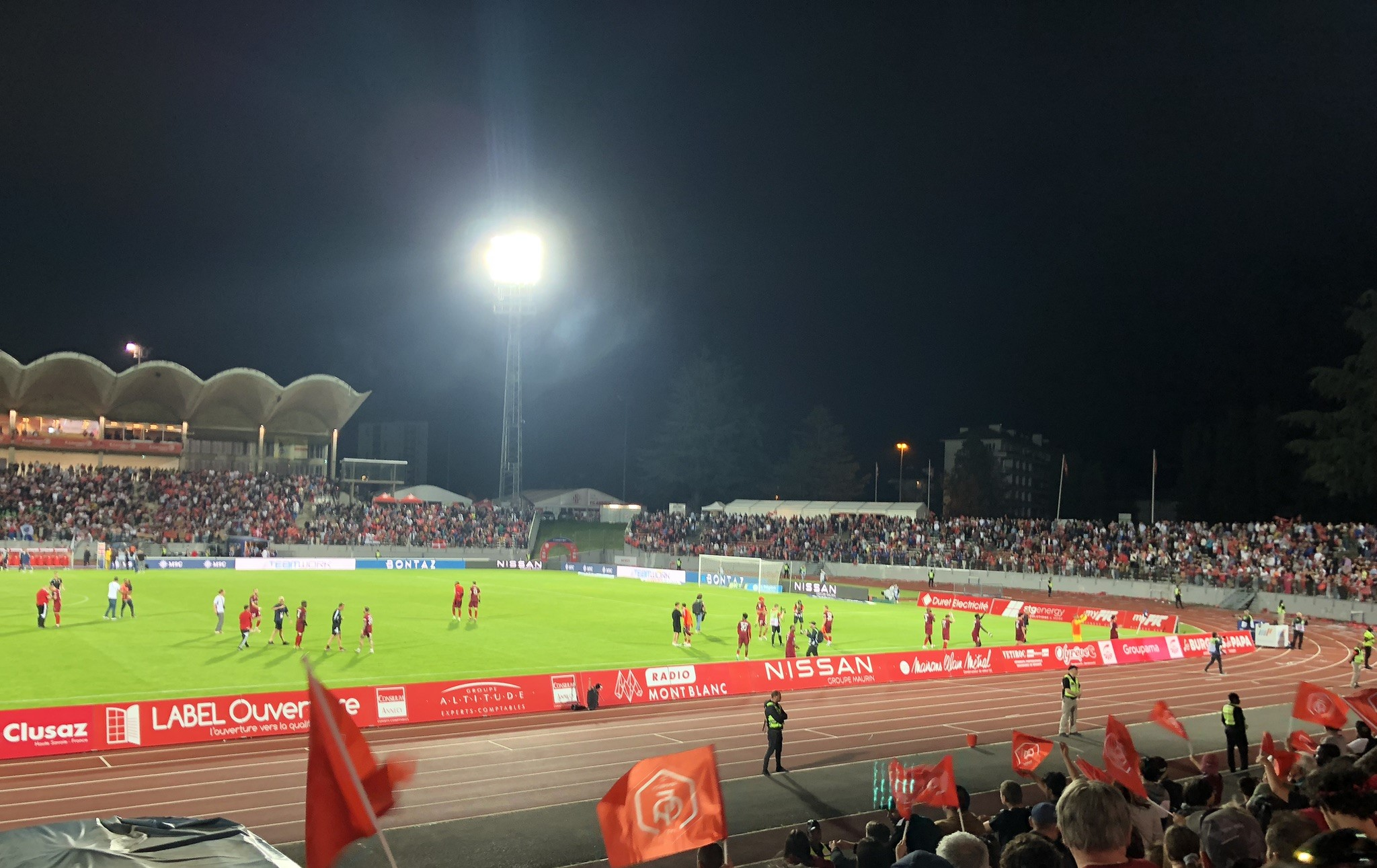